# Mellbystrand
Mellbystrand – miejscowość (tätort) w Szwecji, w regionie administracyjnym (län) Halland, w gminie Laholm.
Według danych Szwedzkiego Urzędu Statystycznego liczba ludności wyniosła: 3412 (31 grudnia 2015), 3964 (31 grudnia 2018) i 4133 (31 grudnia 2019).